# Fu Hao

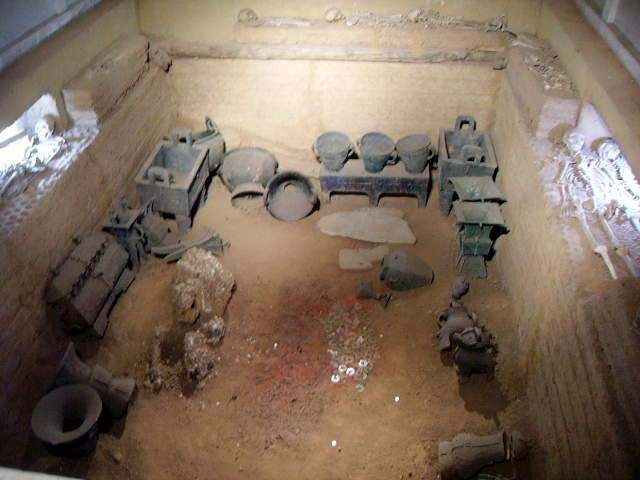
Das Grab

Fù Hǎo (chinesisch 婦好 / 妇好; Postumname: Mǔ Xīn, 母辛) war eine der Gemahlinnen des Königs Wu Ding (ca. 1325 bis 1266 v. Chr.) der Shang-Dynastie von China. Sie war eine der vielen Ehefrauen von König Wu Ding der Shang-Dynastie und diente auch als militärischer General und Hohepriesterin. Minimale Beweise, die Fu Haos Leben und militärische Errungenschaften detailliert beschreiben, überlebten die Shang-Dynastie, da sie der Erfindung des Papiers vorausging und die Aufzeichnungen im Laufe der Zeit verloren gegangen sein könnten.
Das Grab von Fu Hao wurde vom Archäologen Zheng Zhenxiang in Yinxu intakt ausgegraben, Im Grab befanden sich Schätze wie Bronzen und Jade. Im Inneren der Grube wurde eine hölzerne Kammer gefunden, die 5 Meter lang, 3,5 Meter breit und 1,3 Meter hoch war und einen lackierten Holzsarg enthielt, der inzwischen vollständig zerfallen ist. Das Grab von Fu Hao bietet den größten Einblick in ihr Leben, ihre Beziehung zur königlichen Familie und ihre militärische Rolle und Leistungen – da die Objekte, mit denen sie begraben wurde, Hinweise auf ihre Aktivitäten und Interessen liefern.

## Leben
Bekannt ist, dass König Wu Ding die Loyalität der benachbarten Stämme gewann, indem er eine Frau aus jedem von ihnen heiratete. Fu Hao (die als eine der 64 Ehefrauen des Königs gegolten haben soll) kam durch eine solche Heirat in den königlichen Haushalt und nutzte die Vorteile der halbmatriarchalischen Sklavengesellschaft, um durch die Ränge aufzusteigen und eine der drei Gemahlinnen des Königs Wu Ding zu werden. Die anderen beiden waren Fu Jing (妇妌) und Fu Shi (妇嬕). Fu Jing war die Hauptkönigin, während Fu Hao die Nebenkönigin war. König Wu Ding begünstigte sie sehr und belehnte sie mit Gütern. Sie scheint auch Staatsgeschäfte für ihren Mann geleitet zu haben, wobei sich Wu Ding mehrmals um ihre Gesundheit besorgt zeigte. Während ihrer Schwangerschaft hat Wu Ding wahrgesagt, dass ihr Embryo ein Junge sei. Fu Hao war auch die Mutter von Prinz Zu Ji (祖己). Orakelknocheninschriften zeigen die Sorge um ihr Wohlergehen zur Zeit der Geburt.
Die Aktivitäten der Priesterin und rituelle Angelegenheiten in China existieren nur in der Shang-Dynastie, daher sind einige Beweise vage. Da jedes chinesische Schriftzeichen wie Fu 妇 oft variable Bedeutungen hat, selbst wenn die Orakelknochen der Shang-Dynastie entziffert sind, ist es möglich, dass einige Frauen wie Fu Hao ursprünglich Priesterin und nicht die Frau des Königs waren; sie heiratete nur zufällig später den König. Das heißt, die Bedeutung von „Ehefrau“ kann sich in manchen Kontexten tatsächlich auf eine Position als Priesterin beziehen.
Fu Hao ist Eigentümerin ihres Landes. Laut den Orakelknochen bot sie dem König viele Male bemerkenswert wertvolle Tribute an. Obwohl der Shang-König die Kontrolle über rituelle Angelegenheiten hatte, die die wichtigste politische Aktivität des Tages darstellten, zeigen die Orakelknocheninschriften, dass Wu Ding Fu Hao wiederholt beauftragte, die speziellsten Rituale durchzuführen und den Ahnen Opfer darzubringen. Die Shang-Dynastie hatte zwei wichtigste Aktivitäten: rituelle Angelegenheiten und Schlachten; in beiden spielte Fu Hao zu dieser Zeit eine außerordentliche Rolle.
Sie starb vor dem Tod ihres Gemahls Wu Ding.

## Militärische Rolle
Fu Hao ist modernen Gelehrten vor allem durch Inschriften auf Orakelknochen aus der Shang-Dynastie bekannt, die in Yinxu ausgegraben wurden. Aus diesen Inschriften und aus dem Vorhandensein von Waffen in ihrem Grab lässt sich schließen, dass Fu Hao eine Generalin war, die für mehrere militärische Kampagnen der Shang-Dynastie verantwortlich war.
In ihrer militärischen Rolle war sie für die Eroberung von Feinden und Nachbarn der Shang-Dynastie verantwortlich. Die Tu-Fang hatten über Generationen gegen die Shang gekämpft, bis sie schließlich von Fu Hao in einer einzigen entscheidenden Schlacht besiegt wurden. Es folgten weitere Feldzüge gegen die benachbarten Yi, Qiang und Ba; letzterer ist besonders in Erinnerung geblieben, weil er der früheste aufgezeichnete groß angelegte Hinterhalt in der chinesischen Geschichte ist. Mit bis zu 13.000 Soldaten und den wichtigen Generälen Zhi und Hou Gao, die unter ihr dienten, war sie der mächtigste Shang-General ihrer Zeit.
Dieser höchst ungewöhnliche Status wird durch die vielen Waffen, darunter große Streitäxte, bestätigt, die in ihrem Grab ausgegraben wurden.
Während Fu Haos Errungenschaften bemerkenswert und einzigartig waren, waren auch andere Frauen in dieser Periode in militärischen Rollen aktiv; in ähnlicher Weise wurde auch Fu Jing aufgrund der vielen Waffen und militärischen Ausrüstungsgegenstände in ihrem Grab angenommen, dass sie im Militär gedient hat. Orakelknochen enthüllten auch Aufzeichnungen von mindestens sechshundert Frauen, die in dieser Ära am Militär teilnahmen.

## Das Grab der Fu Hao
Im Jahre 1976 entdeckten Archäologen beim Dorf Xiaotun (小屯村) der Gemeinde Xijiao (西郊乡) des Stadtbezirks Yindu (殷都区) der Stadt Anyang ihr ungeplündertes Grab. Das Grab war nur relativ klein (5,6 × 4 m und 8 m tief), enthielt aber eine ungeheure Menge an Beigaben. Es fanden sich 200 bronzene Ritualgefäße, 200 Bronzewaffen, circa 600 kleine Figuren aus Jade und anderen Materialien, 490 Haarnadeln aus Knochen, Gefäße aus Elfenbein mit Einlagen, 7000 Kaurimuscheln, die damals als Geld dienten, 23 Bronzeglocken, 20 Opalperlen sowie andere Objekte, darunter vier Spiegel, die die frühesten bisher bekannten chinesischen Spiegel sind. 16 Menschen und 6 Hunde wurden für das Begräbnis geopfert und fanden sich in der Grabanlage. Fu Hao lag in einem lackierten Holzsarg begraben, der wiederum in einem Holzkasten stand. Über dem Grab muss einst ein Grabtempel gestanden haben, von dem sich aber nur noch Steinverkleidungen fanden.

## Film
- Eine Dokumentation (mit Spielszenen) Kriegerin und Königin – Chinas älteste Dynastie, mit einer Laufzeit von 51 Minuten des Senders Arte. Regie von Wu Qi, Drehbuch von Sebastian Peiter. Großbritannien, 2021. Gezeigt werden die Grabkammer, die dortigen Funde und Interviews mit Wissenschaftlern zur Einordnung der Königin. Die Dokumentation ist auch bei Youtube verfügbar.